# Grabljivci Svete šume
Grabljivci Svete šume je redovna epizoda Marti Misterije premijerno objavljena u Srbiji u svesci #56. u izdanju Veselog četvrtka. Sveska je objavljena 3. decembra 2020. Koštala je 380 din (3,2 €; 3,6 $). Imala je 154 strane.

## Originalna epizoda
Originalna epizoda pod nazivom Il predatori della foresta sacra objavljena je premijerno u #334. regularne edicije Marti Misterije koja je u Italiji u izdanju Bonelija izašla 12. avgusta 2014. Epizodu nacrtao Đankarlo Alesandrini, a scenario napisao Paolo Morales. Naslovnu stranu nacrtao Giancarlo Alessandrini. Koštala je 6,3 €.

## Kratak sadržaj
Džon Martin iz Sijetla bivši je student doktorke Pamele Rasel, kulturne antropološkinje. On dolazi na konferenciju u Prirodnjački muzej u Nju jorku u kome ona drži izlaganje. Nakon konferencije zajedno odlaze u park. Oboje ih pronalaze mrtvim. Džon ima veliki ugriz na grlu, dok doktorka Rasel nema spoljnih povreda, ali joj srce izgleda kao da ga je uhvatila nevidljiva ruka koja ga je stezala dok nije puklo. 
Paralelno s tim događajem, devojka po imenu Šadi (foto model) bdi nad sinom Dastinom, koji iznenada u snu prestaje da diše. U ključnom trenutku na vratima se pojavljuje njen pradeda Kagvatan, koji ga spašava. Kagvatan je šamanski vrač iz Britanske kolumbije. Dan kasnije, Šadi presreće Martija na ulici i ispriča mu se o svom pradedi vraču i događaju koji se desio. Šadi počinje da istražuje slučaj i saznaje da je Pamela Rasel doktorirala na šamanskoj tradiciji starosedelaca Britanske kolumbije kod profesora Vernona Rasela. Marti i Šadi kreću kod prof. Rasela ali u hotelu nailaze na Kvagatana, koji beži niz hodnik. Zatiču Rasela mrtvog, bez telesnih oštećenja. (Autopsija pokazuje isti uzrok smrti kao kod njegove supruge.)
Nakon što se i Marti zainteresovao za slučaj, on i inspektor Trevis kontaktiraju administraciju Vašingtonskog univerziteta od kojeg dobijaju podatak da su Vernon, Pamela i prof. Čarls Frejzer uzeli u isto vreme devetomesečno odsustvo (februar-oktobar 2002). Daljom istragom utvrđuju da je još desetak profesora sa drugih američkih univerziteta u istom periodu uzelo odsustvo. Trevis dobija poziv od Kavgatana i zajedno sa Martijem i Šadi kreće na sastanak. Nakon što ogroman orao udara o šoferšajbnu, Trevisov auto pada u reku. Šadi uspela da pre pada izađe iz automobila i u posledni čas spašava obojicu. 
Policija kreće u pretres kuće prof. Frejzera (poslednji razgovarao sa prof. Raselom pred smrt), ali po ulasku u kuću napada ih ogroman mrki medved.

## Prethodna i naredna sveska
Prethdna sveska nosila je naziv Brodolom "Telemaha" (#55), a naredna Za-Te-Nejeva senka (#57).